# まえけん♂トランス・プロジェクト
まえけん♂トランス・プロジェクト（Maeken Trance Project）は、タレントの前田健を中心とした日本の音楽ユニット。
まえけん♂トランス.pjと表記されることが多い。ブチアゲトランスのリメイクで、『恋のブチアゲ♂天国』を発表した。　
2005年12月17日に日本有線大賞有線話題賞、12月31日に第47回日本レコード大賞特別賞を受賞した。

## メンバー
- 前田健
- ギャル4名（井戸川弓子・北島羽純・今泉宏美・斉藤奈津子）
1990年代後半に流行したコギャルの衣装とメイクで、バックダンサーおよびコーラスとして参加している。

## 楽曲
- 恋のブチアゲ♂天国（2005年8月24日）
「恋のマイアヒ」、「チワワ」、MISAの「バンザイ」をトランスバージョンで、メドレーで歌っている。同年11月26日にはDVD付きも発売している。
- 東京チャランス（2006年8月23日）
「夏祭り」、「ジャンプ!」、「TOY BOY」をトランスバージョンで、メドレーで歌っている。